# Ann Miller
Johnnie Lucille Collier, känd under artistnamnet Ann Miller, född 12 april 1923 i Houston i Texas, död 22 januari 2004 i Los Angeles i Kalifornien, var en amerikansk skådespelare, sångare och dansare.

## Biografi
Ann Miller började sin skådespelarkarriär 1934 när hon som 11-åring medverkade i bakgrundsroll i Anne på Grönkulla. De följande åren medverkade hon i mindre roller i en mängd filmer som Lyckan kommer... (1935), Förbjuden ingång (1937) och Komedien om oss människor 1938.
Hennes första huvudroll fick hon i Melody Ranch 1940, men hennes stora genombrott skulle dröja. Inte förrän hon började jobba åt Metro-Goldwyn-Mayer fick hon chansen att visa vad hon kunde. Under denna tid medverkade hon bland annat i filmer som Banditen som kysstes, En dans med dej (1948), New York dansar (1949), Biljett till Broadway (1951) och Kiss Me Kate (1953).
Från mitten av 1950-talet började hon framträda i TV, på nattklubbar och på scen. På Broadway medverkade hon i musikalen Mame 1969–1970 och från 1979 spelade hon mot Mickey Rooney i Sugar Babies i hela nio år. 2001 medverkade hon i David Lynchs film Mulholland Drive.

## Filmografi i urval
- 1934 – Anne på Grönkulla (ej krediterad)
- 1935 – Lyckan kommer... (ej krediterad)
- 1937 – Förbjuden ingång
- 1938 – Komedien om oss människor
- 1938 – Panik på hotellet
- 1938 – Alla tiders semester (ej krediterad)
- 1940 – Swingskolan
- 1940 – Melody Ranch
- 1943 – Swing-rytmer
- 1948 – En dans med dej
- 1948 – Banditen som kysstes
- 1949 – New York dansar
- 1950 – Pippi i kubik
- 1951 – Biljett till Broadway
- 1951 – Texas Carnival
- 1952 – Paradis med sex
- 1953 – Kiss Me Kate
- 1953 – Kär i dag
- 1954 – Av hela mitt hjärta
- 1955 – Hallå sjömän
- 1956 – Oss kvinnor emellan
- 1976 – Won Ton Ton - underhunden
- 2001 – Mulholland Drive

## Bilder

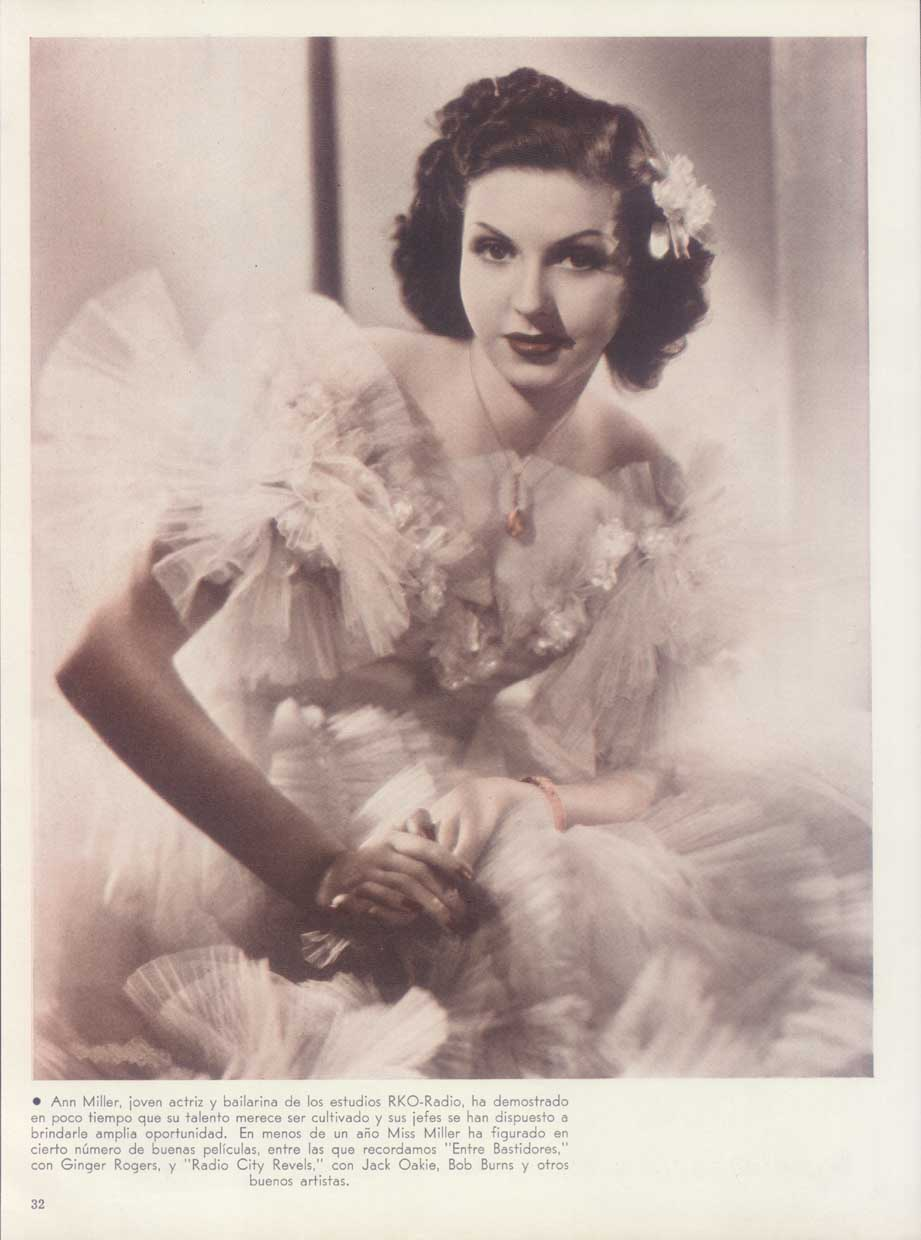
Ann Miller år 1938.
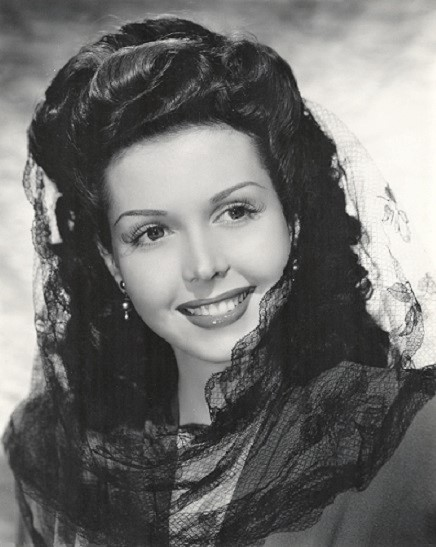
Ann Miller år 1946.
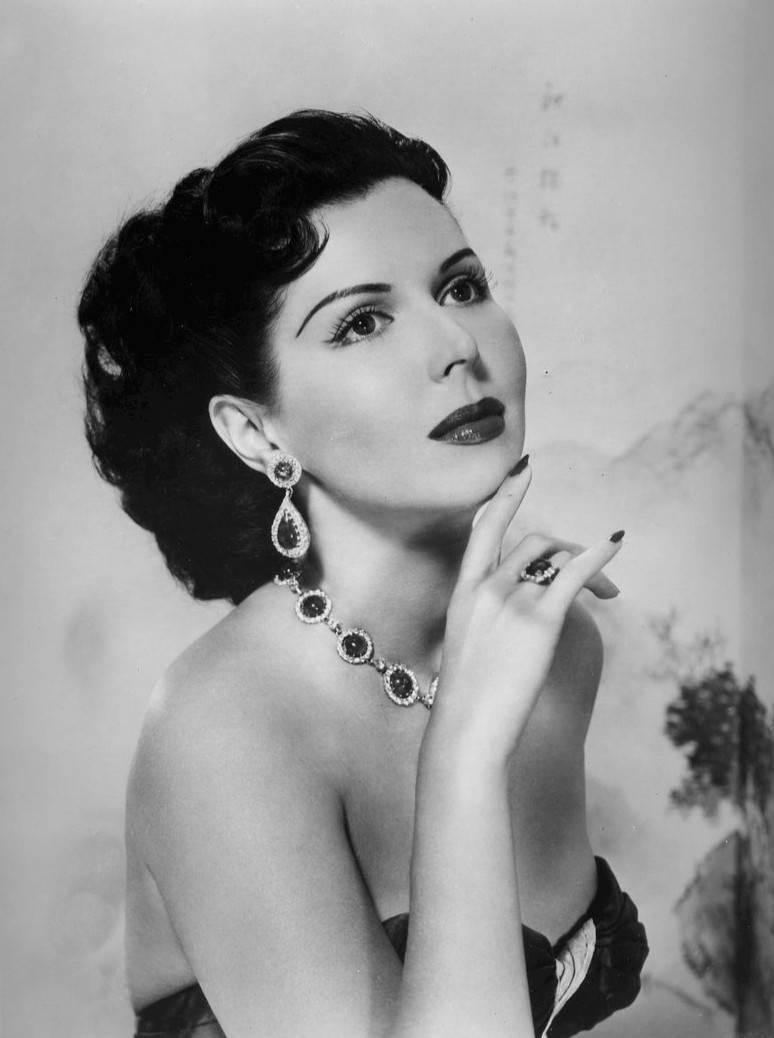
Ann Miller år 1957.